# Естонська футбольна асоціація
Естонська футбольна асоціація (ест. Eesti Jalgpalli Liit) — асоціація, що здійснює контроль і управління футболом в Естонії. Розташована в Таллінні. ЕФА заснована в 1921 році, член ФІФА з 1923, а УЄФА з 1992 року. Відновлена у 1992 році. Асоціація організовує діяльність і керує національними збірними з футболу, до їх числа входить і головна національна збірна.

## Історія

Історичний логотип.

На установчому засіданні Естонської футбольної асоціації 14 грудня 1921 року були представники трьох асоціацій: Бернгард Абрамс, Карл Акель та Вільям Фіскар з Калева, Юліус Рейнанс, Оскар Раудсеп та Отто Сілбер з Таллінського футбольного клубу та Ганс Роост, Вернер Еклеф та Владимир Телл з клубу «Спорт», які і утворили єдину асоціацію.
Влітку 1922 року Естонська футбольна асоціація направила офіційну заявку до ФІФА і вже 1 листопада 1922 року ФІФА попередньо визнала ЕФА, а на конгресі в Женеві в 1923 році Естонія була включена до організації (на цьому ж конгресі була прийнята Латвія та визнана Литовська спортивна ліга). На той момент членами ФІФА були 20 країн. 
Після Другої світової війни Естонія втратила незалежність та місце у ФІФА, а місцеве футбольне життя було організовано Федерацією футболу Естонської РСР.
Після відновлення незалежності, ЕФА вступила до УЄФА у 1992 році.